# Onze-Lieve-Vrouw-van-Banneuxkapel (Ulvend)

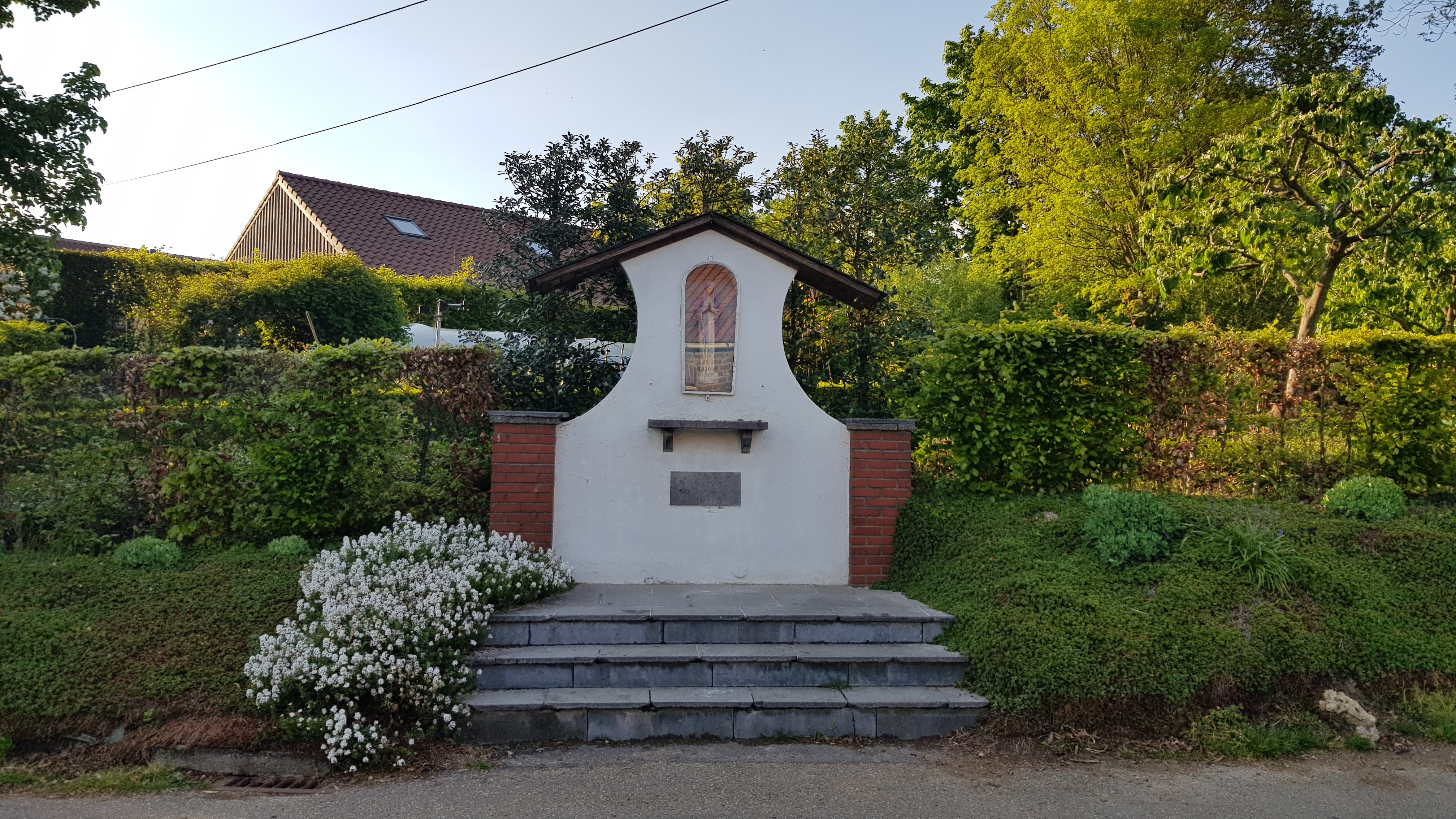
De Onze-Lieve-Vrouw-van-Banneuxkapel

De Onze-Lieve-Vrouw-van-Banneuxkapel is een niskapel in Ulvend in de Nederlands Zuid-Limburgse gemeente Eijsden-Margraten. De kapel staat aan de kruising van de plaats. Voor de kapel loopt de landsgrens met België.
De kapel is gewijd aan Maria, specifiek Onze-Lieve-Vrouw van Banneux. Tal van pelgrims die op bedevaart naar Banneux gingen zijn langs deze kapel gekomen.

## Geschiedenis
In 1960 werd de kapel gebouwd.

## Bouwwerk
De kapel ligt aan de straat met er direct voor drie traptreden om bij de kapel te komen. De wit geschilderde kapel heeft de vorm van een pilaar waarin een nis is aangebracht en wordt gedekt door een zadeldak. Aan beide uiteinden wordt de frontgevel door bakstenen kolommen verbreed. De kapel heeft een klokgevel met de vorm van een klok waarbij de onderste helft breed en recht is uitgevoerd, daarboven maakt de zijgevel een knik en buigt deze naar binnen en wordt deze steeds smaller totdat die bijna bovenaan weer iets breder wordt. Het zadeldak steekt aan beide uiteinden ver uit zodat het witte gedeelte overkapt is. In de onderste helft van de frontgevel is een steen aangebracht waarin een tekst gegraveerd is, waarbij BVO staat voor bid voor ons:

O.L.V
VAN BANNEUX
B.V.O
             1960     G.H.K

De kapelnis heeft een rondboogvorm en is afgesloten met een glasplaat. Van binnen is de nis blauw geschilderd en in de nis staat een Mariabeeldje. Het beeld toont een met haar handen samengevouwen Maria die aan het bidden is. Onder de kapelnis bevindt zich een balkonnetje, waarop vroeger hekwerk aangebracht was.